# Werchnjatschka
Werchnjatschka (ukrainisch und russisch Верхнячка) ist eine Siedlung städtischen Typs im Westen der ukrainischen Oblast Tscherkassy mit etwa 3600 Einwohnern (2019).

Historisches Museum

Werchnjatschka liegt im Rajon Uman am Ufer der Umanka (Уманка), einem 43 km langen Nebenfluss des Jatran (Ятрань) 210 km südwestlich von Tscherkassy und 5 km nordöstlich vom ehemaligen Rajonzentrum Chrystyniwka.
Die 1646 erstmals schriftlich erwähnte Ortschaft erhielt 1960 den Status einer Siedlung städtischen Typs.
Am 5. März 2020 wurde die Siedlung ein Teil der neugegründeten Stadtgemeinde Chrystyniwka, bis dahin bildete sie die gleichnamige Siedlungsratsgemeinde Werchnjatschka (Верхняцька селищна рада/Werchnjazka selyschtschna rada) im Osten des Rajons Chrystyniwka.
Am 17. Juli 2020 kam es im Zuge einer großen Rajonsreform zum Anschluss des Rajonsgebietes an den Rajon Uman.